# Episodi di Grotesquerie

Logo della miniserie

La prima stagione della serie televisiva Grotesquerie, composta da 10 episodi, è stata trasmessa negli Stati Uniti su FX dal 25 settembre al 30 ottobre 2024.
In Italia è stata resa disponibile a partire dal 13 novembre nella sezione Star di Disney+.
| nº | Titolo originale             | Titolo italiano            | Prima TV USA      | Prima TV Italia  |
| -- | ---------------------------- | -------------------------- | ----------------- | ---------------- |
| 1  | Pilot                        | Pilot                      | 25 settembre 2024 | 13 novembre 2024 |
| 2  | True Crime Catholics         | Crimini cattolici          | 25 settembre 2024 | 13 novembre 2024 |
| 3  | The Bender                   | La sbronza                 | 2 ottobre 2024    | 20 novembre 2024 |
| 4  | Coordinates                  | Coordinate                 | 2 ottobre 2024    | 20 novembre 2024 |
| 5  | Red Haze                     | Fumo rosso                 | 9 ottobre 2024    | 27 novembre 2024 |
| 6  | Good Caesarean Work          | Un cesareo ben fatto       | 9 ottobre 2024    | 27 novembre 2024 |
| 7  | Unplugged                    | Scollegato                 | 16 ottobre 2024   | 4 dicembre 2024  |
| 8  | In Dreams                    | Nei sogni                  | 23 ottobre 2024   | 4 dicembre 2024  |
| 9  | The Stinging Aroma of Sulfur | Il pungente odore di zolfo | 23 ottobre 2024   | 11 dicembre 2024 |
| 10 | I Think I'm Dead             | Forse è giunta la mia ora  | 30 ottobre 2024   | 11 dicembre 2024 |

## Pilot
- Titolo originale: Pilot
- Diretto da: Max Winkler
- Scritto da: Ryan Murphy, Jon Robin Baitz e Joe Baken

### Trama
Lois Tryon, detective in una cittadina americana, è stata chiamata a indagare sull'orrendo massacro della famiglia Burnside. Il padre, un radiologo universitario, è stato cucinato e servito alla famiglia prima che venissero tutti uccisi. La scena del crimine rivela una sostanza nera non identificata e tracce di zolfo, suggerendo un rituale satanico. Lois, affiancata dalla suora-reporter Megan Duval, inizia a collegare l'omicidio a una serie di crimini simili. Nel frattempo, affronta il dolore per il marito in coma e la figlia Merritt, dotata di un'intelligenza fuori dal comune.
- Guest star: Brooke Smith (Gale Hanover), Joshua Bitton (Jack Cranburn) e Tessa Ferrer (Grace Finn).
- Ascolti USA: telespettatori 343 000 – rating 18-49 anni 0,07%[4]

## Crimini cattolici
- Titolo originale: True Crime Catholics
- Diretto da: Max Winkler
- Scritto da: Ryan Murphy, Jon Robin Baitz e Joe Baken

### Trama
Nel passato, Marshall chiede alla figlia di riflettere sul suo stile di vita poiché preoccupato per il suo peso e la invita ad andare in un centro specializzato. A sentire queste parole, Merritt si infuria e se ne va. Finita la conversazione con la figlia, Marshall si rivolge alla moglie che nel frattempo se ne stava in disparte e la attacca sul suo problema con l'alcol. Lois, dal canto suo, rivanga il tradimento del marito con un'altra donna: la coppia è ai ferri corti. 
Nel presente, Marshall è in coma e Lois sorprende l'infermiera Redd, che odia profondamente, mentre sta lavando suo marito. La detective accusa l'infermiera di essere una predatrice sessuale e questa le risponde che è una pazza che dovrebbe essere internata. Alle quattro del mattino, Merritt si reca in cucina per uno spuntino e vi trova la madre, ubriaca, in procinto di leggere gli articoli sul macabro di suor Megan. Il giorno dopo Lois invita i suoi colleghi a non dare per scontato nessun indizio ritrovato sulla scena del crimine dopodiché la detective si reca da suor Megan per esporle la sua teoria: l'assassino conosceva le sue vittime dai tempi dell'università. Tuttavia, secondo suor Megan questa pista non è quella giusta. Dopo la messa di padre Charlie, questi e suor Megan si trovano in una tavola calda insieme e parlano delle rispettive vite passate e di cosa li ha spinti ad entrare nel mondo della Chiesa: entrambi vogliono salvare le anime delle persone. I due parlano degli omicidi e sospettano che il colpevole sia un satanista. Più tardi, in camera sua, padre Charlie si masturba e poi si fustiga la schiena con una frusta.
Poco prima di pubblicare il suo articolo, suor Megan decide di chiamare Lois per farle sapere che l'ipotesi di cui tratterà l'articolo è il satanismo, ma la detective le dice di fermarsi e rivela che sono state trovate tracce di sangue appartenente a Sullivan Firkus il quale, durante il raid della polizia, viene trovato morto tra le gambe della madre ancora in vita. La sera stessa, Lois incontra suor Megan e le descrive la scena del crimine nella quale l'assassino ha lasciato un biglietto col suo nome: Grotesquerie. Suor Megan propende sempre più per la pista satanista. Una volta a casa e in procinto di andare a letto, Lois viene chiamata per raggiungere l'ennesima scena del crimine. Lì il riferimento biblico che Lois e suor Megan trovano è chiarissimo: l'assassino ha ricreato l'Ultima Cena con tredici senzatetto.
- Guest star: Joshua Bitton (Jack Cranburn).
- Ascolti USA: telespettatori 191 000 – rating 18-49 anni 0,04%[4]

## La sbronza
- Titolo originale: The Bender
- Diretto da: Ryan Murphy
- Scritto da: Ryan Murphy, Jon Robin Baitz e Joe Baken

### Trama
Merritt cerca di registrare un video per essere presa in un programma televisivo, ma Lois continua ad interromperla con le sue note di regia. Dopodiché a cena, la ragazza chiede a sua madre di raccontarle nuovamente la storia di come quest'ultima abbia conosciuto suo marito: Lois lavorava come cameriera in un ristorante che Marshall frequentava con i suoi studenti di filosofia. 
Successivamente, Lois viene chiamata per un altro caso. Stavolta il cadavere rinvenuto ad un palo da pole dance, con al posto del capo una testa di capra, è una sorta di mostro di Frankenstein composto di parti del corpo di persone della comunità che Lois riconosce da tatuaggi, cicatrici e piercing. Più tardi, Lois si riunisce con i colleghi e riporta che quasi tutti i cadaveri ritrovati erano una volta sex worker che erano stati arrestati dalla polizia. Suor Megan espone allora la sua teoria: l'assassino usa l'omicidio come forma d'arte. Allora Lois ipotizza che l'assassino sia un chirurgo che sa usare il filo di sutura. Una volta andate via Lois e suor Megan, il capo degli investigatori solleva dei dubbi sulla deontologia della detective poiché questa puzzava di alcol.
Allo stesso tempo, dei vescovi chiedono a padre Charlie di mettere in pausa il giornale a causa del suo taglio grottesco, ma il prete riesce a far cambiare loro idea. Poco dopo, suor Megan chiama padre Charlie e gli racconta la teoria che lei e Lois condividono. I due richiamano alla mente gli episodi simili perpetrati da un serial killer negli anni 80 e a fine telefonata il padre chiede alla suora di consegnargli personalmente l'articolo che sta scrivendo. Quando suor Megan lo incontra nella sua stanza, padre Charlie è a petto nudo e le chiede il favore di asciugargli la schiena piena di pustole e cicatrici causate dalla fustigazione. Quando le cose si stanno facendo ambigue, il prete richiama la suora all'ordine e questa se ne va.
Nel frattempo, all'ospedale, Lois trova l'infermiera Redd in affanno mentre cerca di curare le piaghe da decubito su Marshall. Dopo aver aiutato l'infermiera, le due chiacchierano e quest'ultima chiede a Lois il consenso per la delega di responsabilità per Marshall in quanto sua moglie non se ne occupa. La donna inoltre consiglia alla detective un percorso di disintossicazione dall'alcol, ma Lois rifiuta. L'infermiera Redd allora minaccia di far intervenire la polizia. Lois se ne va e in un'altra parte dell'ospedale fa la conoscenza di Ed Laclan. Successivamente, guidando ubriaca verso casa, Lois perde il controllo della sua vettura e si schianta contro un palo. La donna si risveglia ammanettata ad un letto di ospedale, ma viene liberata da Ed che la aiuta anche ad uscire dall'ospedale.
- Special guest star: Travis Kelce (Ed Laclan).
- Guest star: Brooke Smith (Gale Hanover), Joshua Bitton (Jack Cranburn), Eve Sigall (madre superiora), Tessa Ferrer (Grace Finn), Tom Virtue (Bill) e David St. James (vescovo).
- Ascolti USA: telespettatori 203 000 – rating 18-49 anni 0,04%[5]

## Coordinate
- Titolo originale: Coordinates
- Diretto da: Alexis Martin Woodall
- Scritto da: Ryan Murphy, Jon Robin Baitz e Joe Baken

### Trama
In ospedale, mentre un'ubriaca Lois parla al marito in coma sopraggiunge l'infermiera Redd ad origliare. Quest'ultima registra le parole della detective per usarle contro di lei. Nel frattempo padre Charlie è in diretta streaming sui suoi canali social promuovendo un programma di spinning. A sua insaputa, suor Megan lo contempla da lontano. Dopodiché la ragazza gli sottopone il suo articolo che il prete boccia per la sua banalità. Subito dopo, i due consumano un rapporto sessuale. La sera, Lois incontra Ed in ospedale e gli rivela le sue preoccupazioni su suo marito allora l'infermiere la invita ad uscire e la porta dapprima ad un incontro degli alcolisti anonimi poi a cena fuori. Ed racconta a Lois del suo passato e delle difficoltà che ha dovuto affrontare. Una volta rincasata, Lois chiama suor Megan e si reca nella sua chiesa per farsi confessare per la prima volta da padre Charlie: la detective espone i suoi dubbi sulla sua fede.
Nuovamente a casa, Lois trova Merritt sul divano: la ragazza è riuscita ad aprire la scatola che la donna aveva preso con sé dalla scena del crimine dell'omicidio di Sullivan Firkus. All'interno della scatola si trovano delle coordinate dunque la detective contatta di nuovo la suora. Nel frattempo, Lois chiama anche Ed per invitarlo a casa e sorvegliare su sua figlia mentre lei si dirige con suor Megan nel luogo delle coordinate. In viaggio la suora teme che le due si stiano dirigendo verso una trappola, e una volta arrivate trovano un gigantesco cratere con lava e fiamme. Poco dopo, arriva anche un uomo che intima loro di andarsene a causa dell'elevato pericolo. Lois imbraccia un fucile così l'uomo poi si presenta: è Joseph Ritter, un geologo che studia il cratere. La detective gli chiede se altre persone si fossero avvicinate al luogo e l'uomo risponde di sì, ma non ne era riuscito a vedere il volto. Sulla strada per il ritorno Lois e suor Megan trovano molte auto carbonizzate per la strada, poi si fermano a fare benzina. Nella stazione di servizio Lois trova un uomo in procinto di scavare un fosso per arginare le fiamme che si stanno avvicinando. Dopodiché in macchina la suora teme che il cratere si sia formato a causa del rapporto sessuale consumato con padre Charlie ed espone la sua teoria alla detective che la rincuora. Le due vengono interrotte da una ragazza seminuda per la strada che le ferma e sale sulla loro macchina. La ragazza spaventata intima a Lois di ripartire subito poiché "lui sta arrivando". 
- Special guest star: Travis Kelce (Ed Laclan).
- Guest star: Victoria Abbott (Andrea Salana), Jack Landron (uomo nel deserto), Hudson Oz (Joseph Ritter) e Al Calderon (alcolista anonimo).
- Ascolti USA: 144 000 – rating 18-49 anni 0,03%[5]

## Fumo rosso
- Titolo originale: Red Haze
- Diretto da: Max Winkler
- Scritto da: Ryan Murphy, Jon Robin Baitz e Joe Baken

### Trama
La ragazza seminuda, Andrea, racconta di essere stata colpita e chiede a Lois e suor Megan di fermarsi in un motel non distante per ripulirsi dove anche la detective e la suora decidono di fermarsi. Una volta presa una camera insieme, suor Megan esce e guardando il panorama sente di essere osservata. Pochi istanti dopo avviene un incidente stradale corre in soccorso delle persone coinvolte. Contemporaneamente, Nick, il tuttofare, sta affogando la receptionist nella piscina del motel allora la suora corre in soccorso della ragazza. Dopodiché la suora si rivolge a Lois, rimasta in camera poiché al telefono con l'infermiera Redd, ma questa è completamente risucchiata dalla chiamata che di colpo si interrompe. La detective si reca dalla receptionist ancora bagnata e con il viso tumefatto per chiederle un telefono; purtroppo la linea è interrotta. Vengono esplosi dei colpi contro Lois dunque questa scappa in camera, afferra il fucile e si chiude in bagno al sicuro con la suora. Da dentro le due sentono la voce di Andrea che è minacciata da Nick quindi escono in suo soccorso e improvvisamente compare una macchina dalla quale scende un uomo armato che prende con sé la ragazza seminuda e spara alla suora.
Fortunatamente la ragazza viene tempestivamente portata in ospedale dove arriva padre Charlie a portarle dei fiori. Lois lascia l'uomo al capezzale della suora e parla con la sua collega che le rivela che Gloriosa, una donna che Lois aveva incarcerato, è stata rilasciata proprio due mesi fa, periodo in cui le strane morti sono iniziate. Chiamata sull'ennesimo luogo del crimine, Lois trova davanti a sé i corpi di tre donne incinte a cui è stato fatto un taglio cesareo e che sono state lasciate aperte a dissanguare. Inoltre, sul muro della stanza l'assassino ha lasciato un messaggio: Seguimi detective Tryon. Dopodiché la detective viene chiamata perché sono stati trovati dei bambini soli in casa senza genitori la cui madre incinta è "andata via con un uomo". Ripartita, Lois trova per strada una macchina ferma di traverso nella carreggiata con le portiere spalancate e poco distante, tra gli aranci una donna anziana con in braccio un bebè che dice alla detective che qualcuno sta arrivando.
- Guest star: Victoria Abbott (Andrea Salana), Madison Abbott (Andrea Salana #2), Brendan McCarthy (Nick) e Joshua Bitton (Jack Cranburn).
- Ascolti USA: telespettatori 224 000 – rating 18-49 anni 0,05%[6]

## Un cesareo ben fatto
- Titolo originale: Good Caesarean Work
- Diretto da: Max Winkler
- Scritto da: Ryan Murphy, Jon Robin Baitz e Joe Baken

### Trama
Lois indaga su un nuovo caso che coinvolge un parto cesareo eseguito in circostanze misteriose. Le indagini portano alla luce connessioni inquietanti con i precedenti omicidi rituali, mentre la presenza di zolfo e simboli religiosi continua a tormentare la detective. La tensione cresce quando Lois scopre che le vittime erano tutte collegate a una setta religiosa.
- Special guest star: Travis Kelce (Ed Laclan).
- Guest star: Kathryn Hunter (Maisie Montgomery), Brooke Smith (Gale Hanover) e Lillias White (Glorious McKall).
- Ascolti USA: telespettatori 171 000 – rating 18-49 anni 0,04%[6]

## Scollegato
- Titolo originale: Unplugged
- Diretto da: Max Winkler
- Scritto da: Ryan Murphy, Jon Robin Baitz e Joe Baken

### Trama
Lois si trova ad affrontare un caso in cui le vittime sono state trovate senza segni evidenti di violenza, ma con evidenti segni di tortura psicologica. Le indagini rivelano l'uso di tecniche di manipolazione mentale e privazione sensoriale. La detective inizia a sospettare che il colpevole stia cercando di "scollegare" le vittime dalla realtà, portandole alla follia.
- Guest star: Travis Kelce (Ed Laclan)
- Ascolti USA: telespettatori 200 000 – rating 18-49 anni 0,03%[7]

## Nei sogni
- Titolo originale: In Dreams
- Diretto da: Elegance Bratton
- Scritto da: Ryan Murphy, Jon Robin Baitz e Joe Baken

### Trama
Lois inizia a sperimentare sogni vividi e inquietanti che sembrano collegati ai crimini su cui sta indagando. Mentre cerca di distinguere tra realtà e allucinazione, scopre che le vittime condividevano esperienze oniriche simili prima di morire. La detective si rende conto che il killer potrebbe avere la capacità di influenzare i sogni delle sue vittime.
- Guest star:
- Ascolti USA: telespettatori 173 000 – rating 18-49 anni 0,02%[8]

## Il pungente odore di zolfo
- Titolo originale: The Stinging Aroma of Sulfur
- Diretto da: Alexis Martin Woodall
- Scritto da: Ryan Murphy, Jon Robin Baitz e Joe Baken

### Trama
Lois scopre che tutte le scene del crimine presentano un forte odore di zolfo, elemento spesso associato a presenze demoniache. Le indagini la portano a esplorare antichi rituali e testi esoterici, cercando di comprendere il significato di questi segni. La detective si confronta con la possibilità che le forze in gioco siano oltre la comprensione umana.
- Guest star:
- Ascolti USA: telespettatori 108 000 – rating 18-49 anni 0,01%[8]

## Forse è giunta la mia ora
- Titolo originale: I Think I'm Dead
- Diretto da: Alexis Martin Woodall
- Scritto da: Ryan Murphy, Jon Robin Baitz e Joe Baken

### Trama
Lois si trova faccia a faccia con il colpevole, scoprendo una verità sconvolgente che mette in discussione tutto ciò in cui crede. Il confronto culmina in una rivelazione che lascia la detective in uno stato di shock, mentre il destino delle persone a lei care pende in bilico. L'episodio si conclude con un cliffhanger che apre la strada a una possibile seconda stagione.
- Guest star: Travis Kelce (Ed Laclan)
- Ascolti USA: telespettatori 196 000 – rating 18-49 anni 0,03%[9]